# Абдурахмонов, Пулод
Пулод Абдурахмонов (1927—2002) — бригадир картофельной бригады в Таджикской ССР. В 1971 году за выполнение пятилетнего плана и развитие сельскохозяйственного производства получил звание Героя Социалистического Труда и орден Ленина.

## Биография
Точного дня рождения Пулода Абдурахмонова нет, но известно, что он родился в 1927 году в кишлаке Субулак, Файзабадский тумень, Душанбинский вилайет, Таджикская ССР. В 1944 году начал работать в колхозе «20 лет Октября», в 1947 — стал бригадиром овощеводов там же. В 1959 году Пулод Абдурахмонов вступил в ряды КПСС. В 1965 году Пулод Абдурахмонов получил орден Трудового Красного Знамени за отработанную семилетку и достигнутые успехи в развитии сельскохозяйственного производства. С 1970 года бригада Абдурахмонова получала по 210—400 центнеров картофеля с 48 гектаров.
8 апреля 1971 года Указом Президиума Верховного Совета СССР удостоен звания Героя Социалистического Труда «за выдающиеся успехи, достигнутые в развитии сельскохозяйственного производства и выполнении пятилетнего плана продажи государству продуктов земледелия и животноводства» с вручением ордена Ленина и золотой медали Серп и Молот.
В дальнейшем работал бригадиром совхоза «Хамза». С 1971 по 1980 год избирался депутатом Верховного Совета Таджикского ССР 8 и 9 созывов. В 1990 году вышел на пенсию, до своей смерти в 2002 году жил в кишлаке Субулак.

## Награды
| Год  | Награда                                            |
| ---- | -------------------------------------------------- |
| 1965 | Орден Трудового Красного Знамени                   |
| 1971 | Звание Герой Социалистического Труда               |
| 1971 | Орден Ленина                                       |
| —    | Почётная грамота Президиума Верховного Совета УССР |